# Auxiliar Textil Algodonera
L'Auxiliar Textil Algodonera és una obra racionalista de l'Hospitalet de Llobregat (Barcelonès) inclosa a l'Inventari del Patrimoni Arquitectònic de Catalunya.

## Descripció
Edifici vuitcentista del que resten poques parts visibles, excepte potser la part inferior de la façana del carrer Pareto, de maó arrebossat i amb grans finestres amb arcs de mig punt.
La part més visible de l'edifici correspon a l'ampliació del segle XX estil racionalista-funcionalista: grans finestrals de vidre i línies rectes i superfícies rectangulars, volums cúbics i arrodonits, i maó vist combinat amb nous materials, com els laminats de ferro.

## Història
Aquesta fàbrica, anomenada en principi "auxiliar Tèxtil Algodonera" i després A.T.A. S.A., és la més antiga de les fàbriques tèxtils de L'Hospitalet. Es va crear l'any 1856 al costat de "La aprestadora Española", que va donar om al raval tèxtil de L'aprestadora. La A.T.A S.A. va ser la que es mantindria fins ben avançat el segle xx.